# Phonsavan
Phonsavan (laosky: ໂພນສະຫວັນ) je město v Laosu. Je hlavním městem provincie Xieng Khouang. Jméno města znamená doslova "rajské kopce". V okolí města se nachází památka UNESCO známá pod názvem Planina hrnců (anglicky Plain of Jars), což jsou megalitické struktury datované do doby železné.

## Přírodní podmínky
Okolí Phonsavanu jednoznačně dominují zelené kopce a borovicové lesíky. Opomenout však nelze také množství vodopádů a jeskyní.

## Turistické cíle
- Planina hrnců - velké prostranství s velkým množstvím záhadných nádob, které mohou dosahovat váhy až 6 tun[1]
- Muang Khun - historické město nedaleko Phonsavanu

## Obrázky

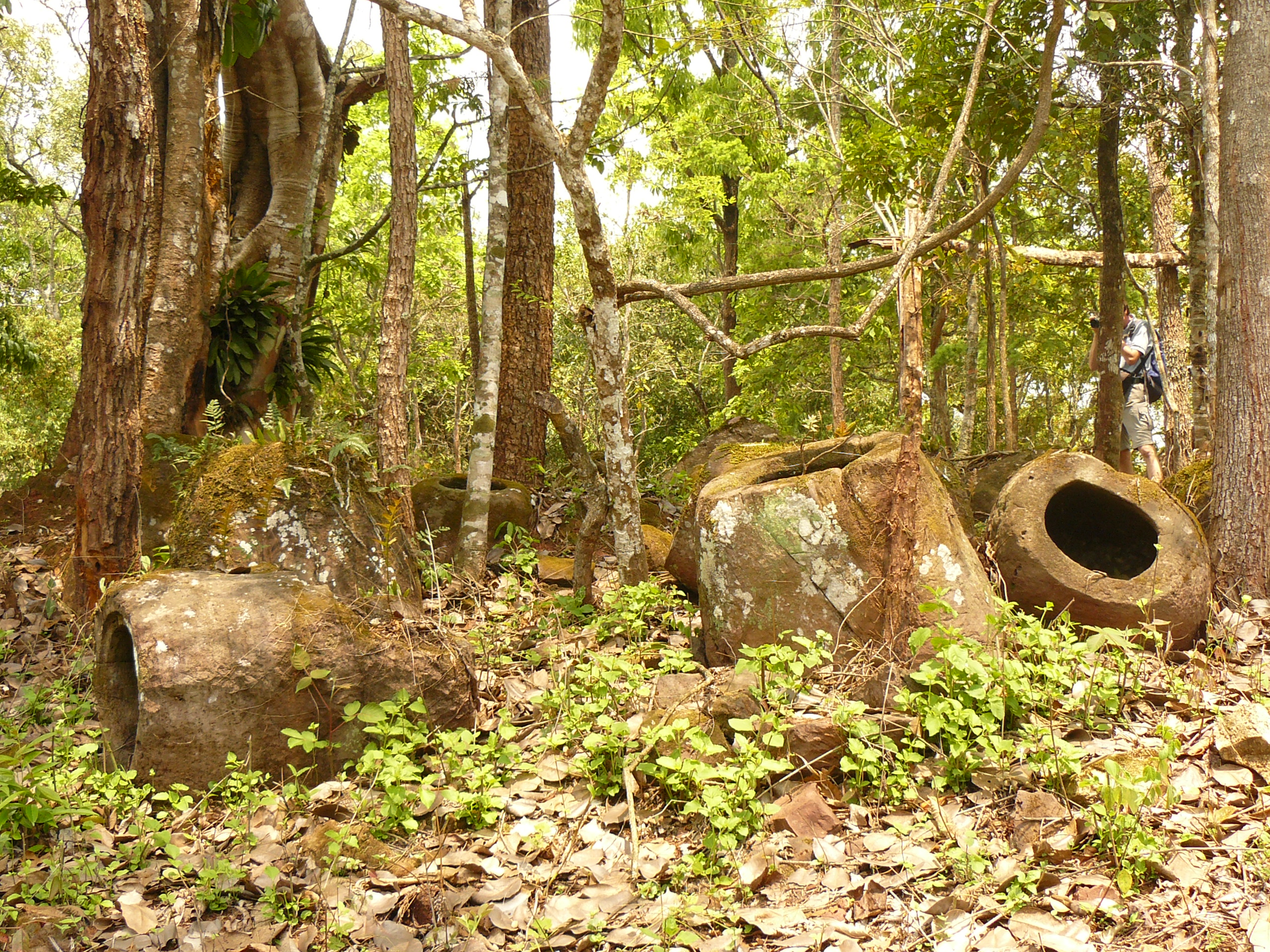
Planina hrnců
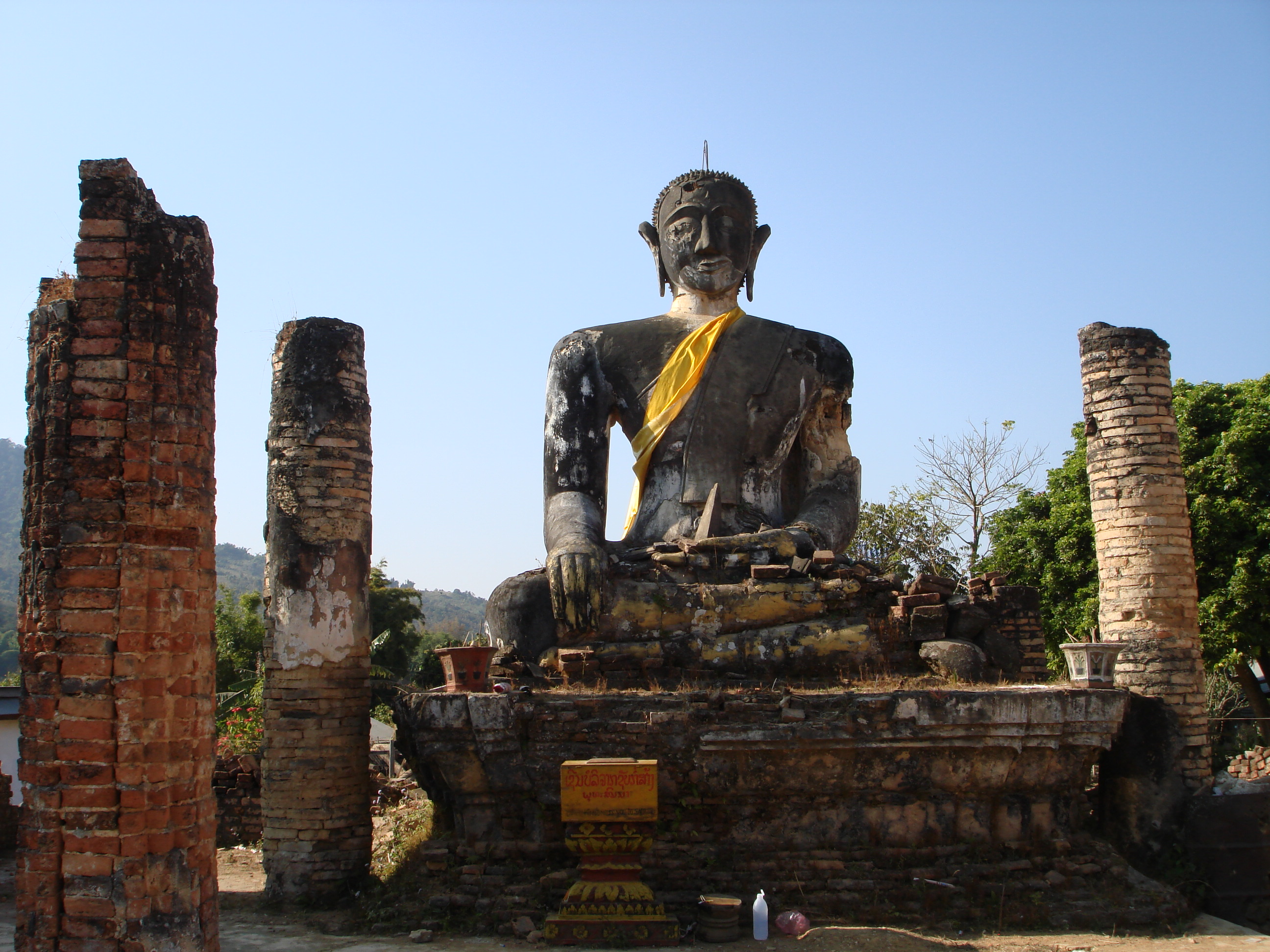
Ruiny chrámu Wat Pia Wat
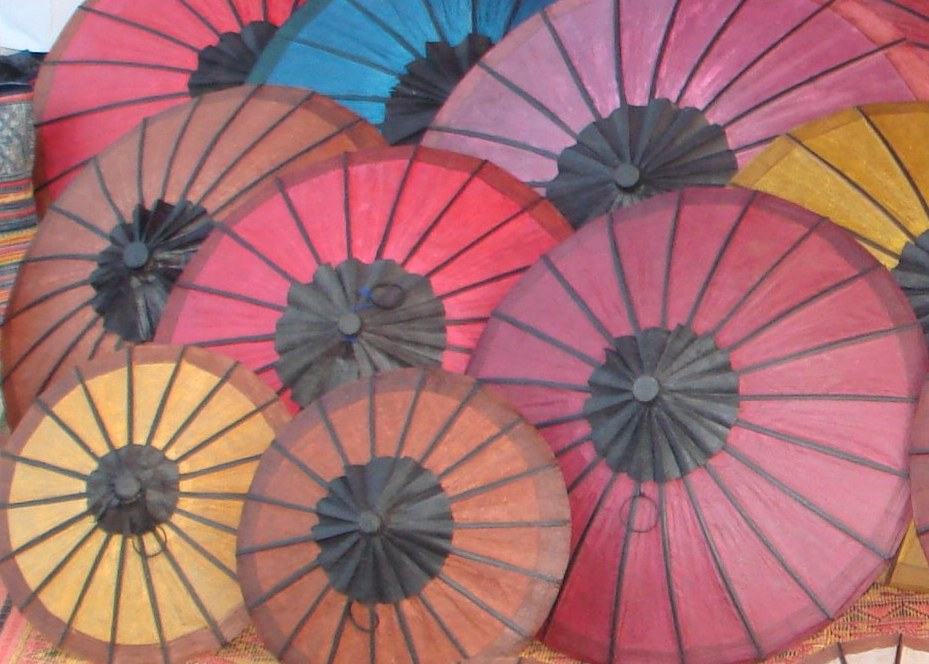
Tradiční deštníky
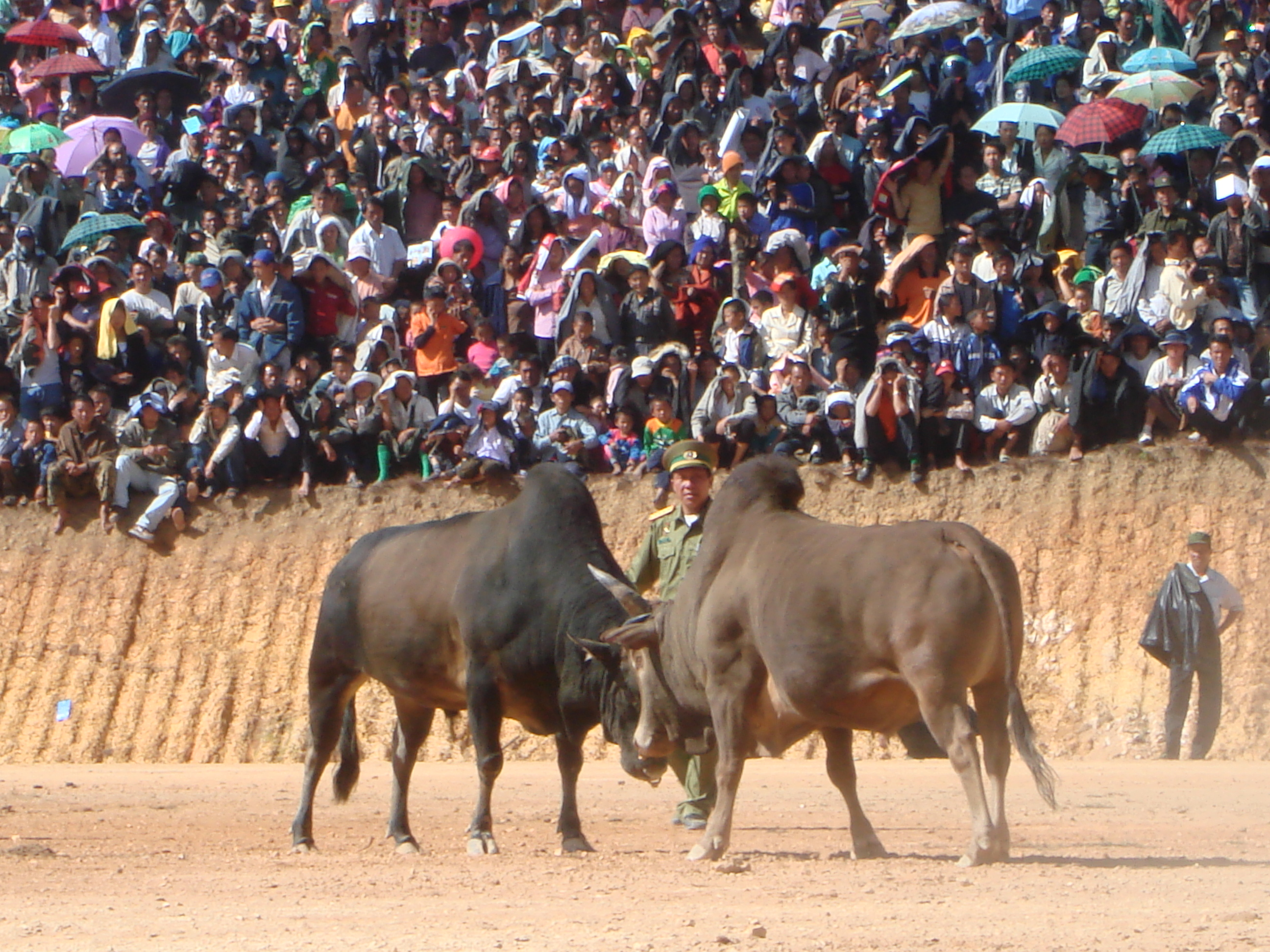
Novoroční zápasy býků